# Grupo Autónomo de Mulheres do Porto
O Grupo Autónomo de Mulheres do Porto, também conhecido como GAMP, foi um grupo feminista e anticapitalista de Portugal. Foi um dos primeiros a existir no país, fundado em 1977, por mulheres de diferentes idades, estratos sociais e trazendo variadas ideologias. O grupo lutava principalmente contra a opressão das mulheres.
Em 8 de março de 1978, ficou conhecido por fazer uma ação controversa no Dia Internacional da Mulher na Faculdade de Belas Artes da Universidade do Porto: uma exposição onde os visitantes colavam em um painel preservativos desenrolados, dispositivos intrauterinos e um diafragma. Apesar da controvérsia, a exposição participativa mais tarde foi realizada em outros espaços, inclusive em escolas secundárias.